# Størker Størkersen

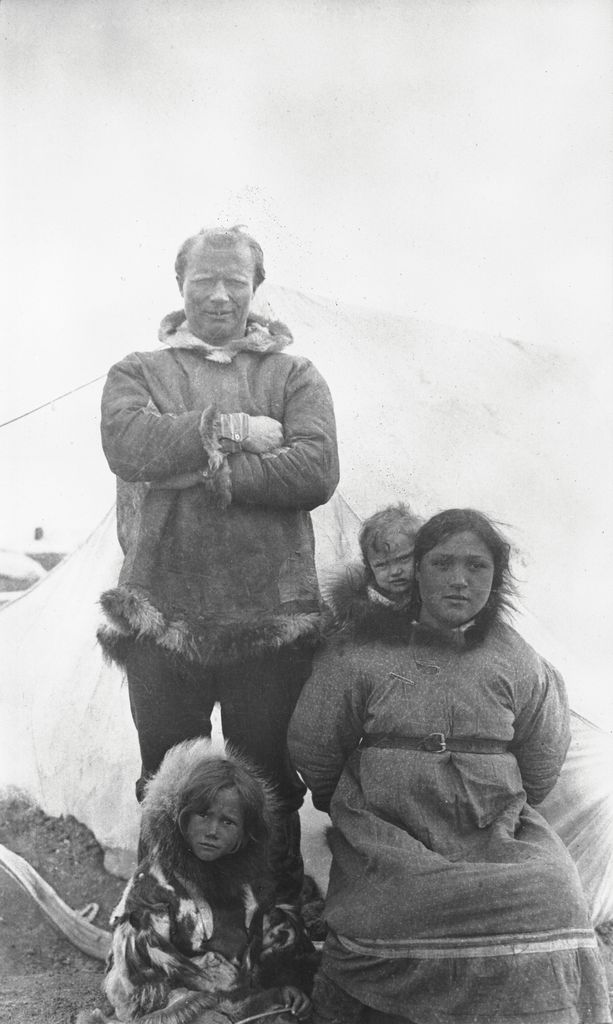
Storker Storkerson, seine Frau Elvina und ihre Töchter Martina und Aida (1916)

Størker Teodor Størkersen, auch Storker Storkerson (* 26. Juni 1883 in Trondenes, Norwegen; † 22. März 1940 in Sørøysund, Norwegen) war ein norwegischer Seemann und Polarforscher, der an mehreren wissenschaftlichen Expeditionen in der nordamerikanischen Arktis teilnahm. Er war der Erste, der eine Eisdriftstation (ohne Schiff) zur Erforschung der Arktis nutzte.

## Leben
Størker Størkersen war das älteste von 13 Kindern von Søren Kristian Størkersen und Andrea Martine Arctander Størkersen, geborene Hansdatter. Im Alter von 16 Jahren wurde er Seemann in der Handelsmarine. Størkersen war 22 Jahre alt, als er 1906 im Hafen von Victoria (British Columbia) Ejnar Mikkelsen und Ernest de Koven Leffingwell (1875–1971) kennenlernte, die gemeinsam die Anglo-Amerikanische Polarexpedition (1906–1908) mit dem Schiff Duchess of Bedford leiteten. Die teilweise von der britischen Royal Geographical Society finanzierte Expedition hatte das vorrangige Ziel, vor der Küste Alaskas nach unbekanntem Land zu suchen, insbesondere nach dem hypothetischen Keenan Land. Daneben sollten aber auch geologische und von Vilhjálmur Stefánsson ethnologische Arbeiten durchgeführt werden. Størkersen schloss sich der Expedition als einfacher Seemann an, ersetzte aber bald den Steuermann der Duchess of Bedford, da dieser krankheitsbedingt von Bord gehen musste. Auf ihrem Weg entlang der Nordküste Alaskas begegnete die Expedition Roald Amundsens Gjøa, die gerade die erste Fahrt durch die Nordwestpassage beendete. Als schweres Packeis kein Weiterkommen mehr erlaubte, legte Mikkelsen die Duchess of Bedford hinter Flaxman Island vor Anker, wo die Männer überwinterten. Størkersen war jetzt für die regelmäßigen meteorologischen Aufzeichnung verantwortlich. Im Frühjahr 1907 begleitete er die beiden Expeditionsleiter und den Inupiaq Sachawachick auf einer zweimonatigen Reise über das Eis der Beaufortsee. Sie entfernten sich 200 km von der Küste, über den Rand des Kontinentalschelfs hinaus, und konnten so zeigen, dass es hier kein Land zu entdecken gab. Im Juli schoss Størkersen sich auf der Jagd in den eigenen Fuß. Er verließ die Expedition daraufhin im August 1907. 1908 kehrte er nach Flaxman Island zurück, um Leffingwell bei dessen Arbeit zu unterstützen. Als er ihn nicht antraf, arbeitete er kurzzeitig für die Stefánsson-Anderson-Expedition. 1909 und 1910 arbeitete er für den zurückgekehrten Leffingwell.
1910 heiratete Størkersen auf Herschel Island Uiniq (auch Elvina, 1895?–1931), die Tochter des Dänen Christian Klengenberg (1869–1931) und der Inupiaq Kemnik. Das Paar lebte im Delta des Mackenzie River bis Stefánsson, der 1913 als Leiter der Kanadischen Arktisexpedition 1913–1918 wieder an die Beaufortsee gekommen war, im Februar 1914 Ersatz für seine mit der Karluk verschollenen Männer suchte. Er nahm beide unter Vertrag. Im März 1914 unternahmen Stefánsson, Størkersen und Ole Andreasen (1882–1947) entlang des 140. westlichen Längengrades einen Vorstoß auf die Beaufortsee hinaus. Ohne große Lebensmittelreserven und mit nur sechs Schlittenhunden versuchten sie, allein von der Jagd zu leben. Als das Eis aufzubrechen begann, marschierten sie zum östlich gelegenen Banks Island. Nach 96 Tagen auf dem Eis erreichten sie Norway Island und damit erstmals wieder festes Land. Ihre Tiefenlotungen hatten ergeben, dass der Festlandssockel nur etwa 80 km breit war. Die Existenz noch unbekannten Landes in diesem Gebiet war deshalb unwahrscheinlich. 1915 zogen sie wieder nach Nordwesten auf die Beaufortsee hinaus, fanden kein Land und wandten sich nach Osten. An der Küste Prince Patrick Islands schwenkten sie wieder nach Norden, und  am 18. Juni sichtete Størkersen neues Land, das sie Brock Island nannten. Im Winter begann Størkersen mit der Aufnahme der noch nicht kartierten Nordküste Victoria Islands. 1917 konnte er diese Arbeit weitgehend abschließen. Sein Projekt, ein Lager auf einer treibenden Eisscholle zu errichten, um mehr über die Strömungsverhältnisse in der Beaufortsee zu erfahren, konnte Stefánsson aus Krankheitsgründen selbst nicht umsetzen. Die Leitung übernahm deshalb Størkersen. Von März bis November 1918 lebten fünf Männer auf einer Eisscholle, die in dieser Zeit eine Strecke von 700 km zurücklegte. Dabei erfassten sie regelmäßig meteorologische und ozeanographische Daten. Die Drift hatte eigentlich ein Jahr dauern sollen, musste aber vorzeitig beendet werden, weil Størkersen an Asthma erkrankte.
Nach der Expedition lud Stefánsson ihn nach Banff in Alberta ein, um dort das Kapitel über die Eisdrift für Stefánsson Buch The Friendly Arctic zu schreiben. Während des Treffens entwickelten sie die Idee, nach dem Vorbild der skandinavischen Samen Rentierwirtschaft in der kanadischen Arktis zu betreiben. Stefánsson gründete mit der Hudson’s Bay Company (HBC) die Hudson’s Bay Reindeer Company, die die Weiderechte auf 260.000 km Land auf der Baffininsel erwarb. Størkersen wurde von der HBC als Leiter des Projekts eingestellt. Er reiste 1920 nach Norwegen, um Kauf und Transport der Tiere vorzubereiten. Inzwischen wurden Baumaterialien und Möbel an die Amadjuak Bai geliefert, wo Størkersen mit Elvina und seinen drei Töchtern Martina Novaluk (1911–1931), Aida Mamaginna (1915–1986) und Bessie Povlirak (1918–1998) wohnen wollte. Bevor es so weit war, kam es aber zum Bruch mit der HBC, die Størkersen nicht die Freiheiten ließ, die er beanspruchte. Er startete sein eigenes Rentierzuchtprojekt, scheiterte aber und war 1925 bankrott. Seinen Plan einer eigenen mehrjährigen Polarexpedition, bei der er den Nordpol mit dem Hundeschlitten überqueren wollte, konnte er nicht umsetzen, da er keine Geldgeber fand. 1927 erlebte er einen totalen Zusammenbruch und verbrachte sein weiteres Leben in der Nervenheilanstalt Sørøysund, wo er 1940 starb.

## Ehrungen
Mehrere geographische Objekte sind nach Størker Størkersen benannt:
- Storkerson Peninsula, eine Halbinsel der Victoria-Insel,
- Storkerson Bay, eine Bucht an der Nordwestküste der Banks-Insel,
- Storkerson River, ein Fluss auf der Banks-Insel,
- Storkerson Lake, ein See auf der Banks-Insel,
- Point Storkersen, eine Landspitze in Alaska.